# Bapteck
Bapteck ou Babteg ou Bapteg est un village du Cameroun, rattaché à la commune de Nyanon, situé dans le département de la Sanaga-Maritime et la région du Littoral, situé à 19 km de Bipok. 

## Population et développement
En 1967, la population de Bapteck était de 38 habitants, essentiellement des Bassa. La population de Bapteck était de 326 habitants dont 172 hommes et 154 femmes, lors du recensement de 2005.  